# Edgar Julius Jung
Edgar Julius Jung, noto anche con lo pseudonimo di Tyll (Ludwigshafen am Rhein, 6 marzo 1894 – Berlino, 1º luglio 1934), è stato un avvocato e scrittore tedesco, esponente del movimento culturale della rivoluzione conservatrice, si oppose sia al parlamentarismo della Repubblica di Weimar che all'ideologia nazista. Fu assassinato durante la notte dei lunghi coltelli.

## Biografia
Secondogenito di Wilhelm Jakob Jung e sua moglie Frieda Friedrich, entrambi ferventi protestanti ed entrambi appartenenti alla borghesia intellettuale chiamata con il termine di Bildungsbürgertum. Nel corso dei suoi anni scolastici, il giovane Jung si interessò soprattutto di letteratura e musica. Terminati gli studi intraprese numerosi viaggi, non solamente nel continente europeo, ma anche in Tunisia e lungo le coste del Mar Nero.

Sin da giovane, come molti della sua generazione, venne fortemente influenzato dal sentimento nazionalistico promosso sia dal mondo culturale che politico, e con questo spirito compose un'opera teatrale, dal titolo Die große Zeit (La Grande Epoca), in celebrazione della battaglia di Lipsia del 1813 che vide la sconfitta di Napoleone da parte degli eserciti austriaci, svedesi, tedeschi e russi. 
Dopo aver ottenuto il suo abitur nel 1913, il giovane Jung decise di intraprendere gli studi in legge, iscrivendosi a Losanna, allo scopo di apprendere anche la lingua francese. A Losanna fu fortemente influenzato dagli insegnamenti di Vilfredo Pareto docente presso l'Università di Losanna dal 1893, tuttavia lo scoppio della Prima guerra mondiale lo indusse a interrompere gli studi e ad arruolarsi volontario nell'esercito.

### L'esperienza della Prima guerra mondiale
Entrato nella Bayerische Armee il 7 agosto 1914 a Landau, il giovane Jung entrò a far parte del reggimento di cavalleria leggera. Tutto il suo periodo di servizio attivo si sarebbe svolto lungo il fronte occidentale del conflitto e, nel novembre del 1915 fu promosso al grado di sergente. Frequentò due corso di addestramento per diventare ufficiale ma furono entrambi fallimentari, anche a causa delle sue umili origini, rispetto alla gran parte dei suoi commilitoni che appartenevano all'aristocrazia; fu a causa di queste esperienze negative che Jung sviluppò una forte avversione per la classe aristocratica. Dopo aver accettato di trasferirsi in un altro reggimento per avere la possibilità di diventare ufficiale, il 16 ottobre 1917 ottenne la croce di ferro di seconda classe e il 24 novembre dello stesso anno ottenne il grado di Leutnant.

Le prime riflessioni politiche di Jung risalgono ai suoi anni di guerra.

## Morte e posterità
Segretario di Franz von Papen ma antinazista, dopo il 1933 entrò nel mirino del regime nazista. Hitler ordinò personalmente l'arresto di Jung durante la notte dei lunghi coltelli (1934). Fu arrestato nel suo appartamento di Berlino dalla Gestapo; aveva fatto le valigie nel tentativo di fuggire in Svizzera. Jung fu trasferito al quartier generale della Gestapo in Prinz-Albrecht-Straße. Poco dopo fu assassinato dalle SS e fucilato probabilmente nella cantina del quartier generale della Gestapo. Il suo corpo è stato trovato abbandonato in un fosso vicino alla città di Oranienburg, vicino a Berlino, il 1º luglio. Secondo altre versioni fu fucilato proprio nel campo di concentramento di Oranienburg. Il corpo fu cremato e le ceneri deposte in un'urna che venne poi consegnata alla famiglia tramite un amico. La sua tomba, con modifiche apportate nel dopoguerra, è tuttora esistente. Edgar Jung divenne nel dopoguerra un punto di riferimento culturale della destra conservatrice e nazionalista tedesca (assieme a Ernst Jünger), in quanto per la sua opposizione a Hitler e la sua fine non poteva essere avvicinato alle ideologie del neonazismo.